# Rudolf Brestel

Rudolf Brestel, Lithographie von Eduard Kaiser, 1848

Rudolf Brestel (* 16. Mai 1816 in Wien; † 3. März 1881 ebenda) war ein österreichischer Politiker.
Rudolf Brestel war von 1836 bis 1840 Assistent an der Wiener Sternwarte und lehrte dann an den Universitäten in Olmütz und Wien Mathematik. Im Jahr 1848 wurde er als liberaler Abgeordneter in den österreichischen Reichstag gewählt. Nach der Niederschlagung der Revolution von 1848 / 1849 verlor er sein Amt als Professor und wurde politisch verfolgt. Er war publizistisch tätig und 1856 als Sekretär an der Gründung der Credit-Anstalt für Handel und Gewerbe beteiligt. 1861 wurde er in den Landtag von Niederösterreich gewählt, von 1864 bis 1881 war er Abgeordneter zum österreichischen Reichsrat. Von 30. Dezember 1867 (Ernennung durch Kaiser Franz Joseph I.) bis zum Rücktritt am 4. April 1870, wirksam am 12. April, war er Finanzminister im sogenannten Bürgerministerium, dessen erster Ministerpräsident Auersperg war. In dieser Funktion gelang es ihm, durch Steuererhöhung und Konversion der Staatsschuld zur Rentenschuld das Defizit zu verringern.
1883 wurde in Wien-Ottakring (16. Bezirk) die Brestelgasse nach ihm benannt.